# Junior César Morales
Junior Morales (Lima, Perú, 22 de junio de 1996) es un futbolista peruano. Juega de defensa central y su actual club es Asociación Deportiva Agropecuaria de la Liga 2 de Perú. Tiene 30 años. 

## Trayectoria
Realizó sus primeros pasos en el fútbol con el Esther Grande de Bentin.

### Universitario de Deportes
Fue uno de los mejores jugadores en la Copa Federación de su categoría. Fue fichado por Universitario de deportes a inicios del 2015 para terminar su etapa de inferiores. Rápidamente se ganó un lugar en el equipo de reserva. Estuvo en la lista de 30 jugadores presentadas para la Copa Sudamericana 2016. Aquel año salió 2 veces en el banco de suplente. Su debut se dio el 20 de mayo del 2018 contra Club Melgar; en su primer partido fue expulsado por una doble amonestación. A final de aquel año fue elegido como la figura del partido en el encuentro contra Real Garcilaso en Cuzco, en la victoria 1-0 de Universitario. A final del 2018 le renuevan por un año más. Su debut en clásicos se da el 15 de abril en una victoria 3-2 frente a Alianza Lima, Morales anotó el tanto que abrió el triunfo merengue. Tuvo mucha continuidad bajo el mando del chileno Nicolás Córdova, sin embargo, con la llegada de Ángel Comizzo perdió continuidad. A finales del 2019 renovó por 2 temporadas más con Universitario de Deportes. Tras la llegada de Federico Alonso, en el 2020 no contó con la continuidad deseada, jugando solo en 4 partidos.

#### Universidad Técnica De Cajamarca
En el 2021 seguiría en el Club Universitario de Deportes sin embargo no sería tomado en cuenta, no jugó ningún partido de manera oficial ni salió en lista. Se iría cedido al Club Universidad Técnica de Cajamarca de la Primera División del Perú por todo la Fase 2.
Debutaría en el partido frente a Foot Ball Club Melgar ingresando por Gaspar Gentile. Luego ingresaría por Hervé Kambou para disputar todo el 2 tiempo frente a Club Carlos A. Mannucci. Sería titular frente a jugando todo el partido. Disputaría 4 partidos toda la temporada.

### Carlos Manucci
Luego de terminar contrato con la U ficharía por el Club Carlos A. Mannucci. 
En el 2023 luego de una pésima campaña quedó último lugar de la tabla con Carlos Stein, sin embargo, no descendió de categoría debido a que el equipo relegado fue Alfonso Ugarte por más de 2 walk over acumuladas. Jugó un total de 7 partidos.

## Clubes
| Club                                        | País | Año         |
| ------------------------------------------- | ---- | ----------- |
| Club Universitario de Deportes              | Perú | 2016 - 2021 |
| Universidad Técnica de Cajamarca (préstamo) | Perú | 2021        |
| Carlos A. Mannucci                          | Perú | 2022        |
| Carlos Stein                                | Perú | 2023        |
| ADA                                         | Perú | 2024 -      |

## Palmarés
| Título          | Club                      | País | Año  |
| --------------- | ------------------------- | ---- | ---- |
| Torneo Apertura | Universitario de Deportes | Perú | 2020 |